# The Australian National Dictionary
The Australian National Dictionary: Australian Words and Their Origins est un dictionnaire historique de l’anglais australien, contenant 16 000 mots, expressions et définitions d'origine australienne. La première édition du dictionnaire, éditée par W.S. Ramson, a été publiée en 1988 par l'Oxford University Press; la seconde, éditée par Bruce Moore de l'Australian National Dictionary Centre (en), a paru en 2016.

## Histoire
Le premier lexicographe à avoir tenté de relever systématiquement les mots propres à l'anglais australien est Edward Ellis Morris (en) dans son Austral English (1898). Les ouvrages notables suivants portant sur le même sujet sont The Australian Language de Sidney Baker (1945) et le Dictionary of Australian Colloquialisms de G. A. Wilkes (1978).

### Première édition
Le travail sur le projet de l’Australian National Dictionary a été entrepris à la fin des années 1970 par W.S. (Bill) Ramson (1933–2011) à l'Université nationale australienne. Ramson était motivé par le manque de travaux lexicographiques portant sur l'anglais australien fondés sur des principes historiques, dans la tradition de l’Oxford English Dictionary. Le projet ayant reçu un financement de l'Oxford University Press, la première édition de l’Australian National Dictionary a été publiée par cet éditeur en 1988, à l’occasion du bicentenaire de la colonisation européenne de l'Australie (en). Il s'agissait du premier inventaire complet et fondé sur des mentions historiques des mots et phrases représentant l'apport de l'Australie à la langue anglaise. L'ouvrage relève l'évolution historique des mots, des phrases et des définitions depuis leur première utilisation jusqu'à nos jours, documentant cette histoire au moyen de citations datées précises tirées de plus de 9 000 sources australiennes. Les difficultés et les péripéties de ce long processus sont décrits dans l'ouvrage Lexical Images de Ramson (OUP, 2005). La première édition du dictionnaire est disponible en ligne.

### Australian National Dictionary Centre

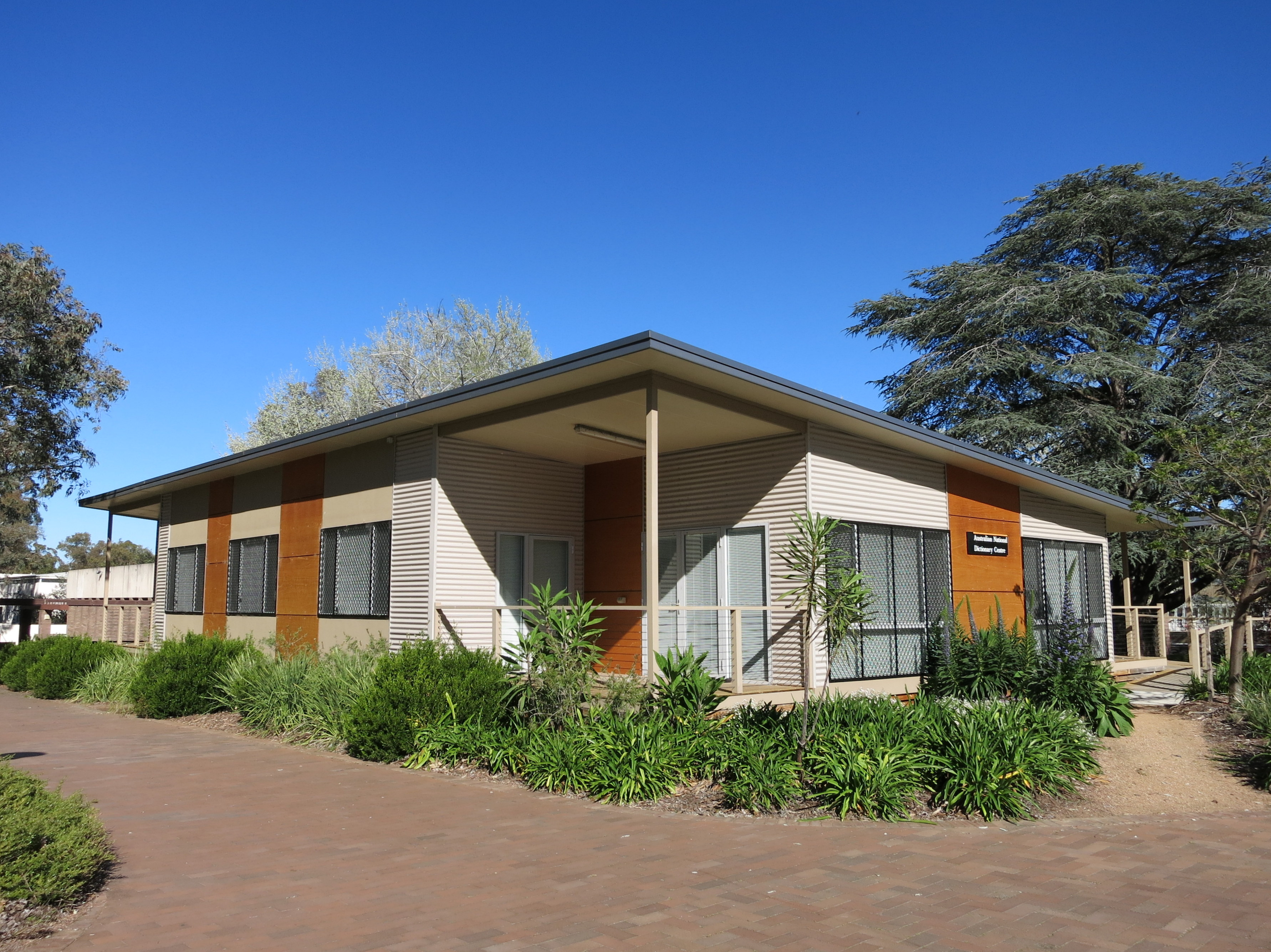
L'Australian National Dictionary Centre, sur le campus de l'Université nationale australienne, en septembre 2013.

L'« Australian National Dictionary Project » mis sur pied pour la première édition est devenu en 1988 l'Australian National Dictionary Centre (ANDC), avec la signature d’un contrat entre Oxford University Press et l’Université nationale australienne. W.S. Ramson a été le premier directeur du centre (1988-1994).

### Seconde édition
La deuxième édition (2016) a été dirigée par Bruce Moore, directeur de l'ANDC de 1994 à 2011. Il s’agit d’une édition augmentée en deux volumes, qui retrace l’histoire de 16 000 australianismes, c'est-à-dire des mots, expressions et définitions propres à l'Australie. Dans cette édition, l'accent est mis davantage sur des termes dérivant des langues et de la culture aborigène, des expressions idiomatiques usuelles, des régionalismes et l'anglais aborigène.

## Publications
- Première édition (1988,  (ISBN 0-19-554736-5)  ): comprend 10 000 termes australiens, avec 57 000 citations datées et référencées.
- Deuxième édition (2016,  (ISBN 978-0-19-555026-9) comprend 16 000 termes australiens avec 123 000 citations datées et référencées.